# チェヴァリーパークスタッド

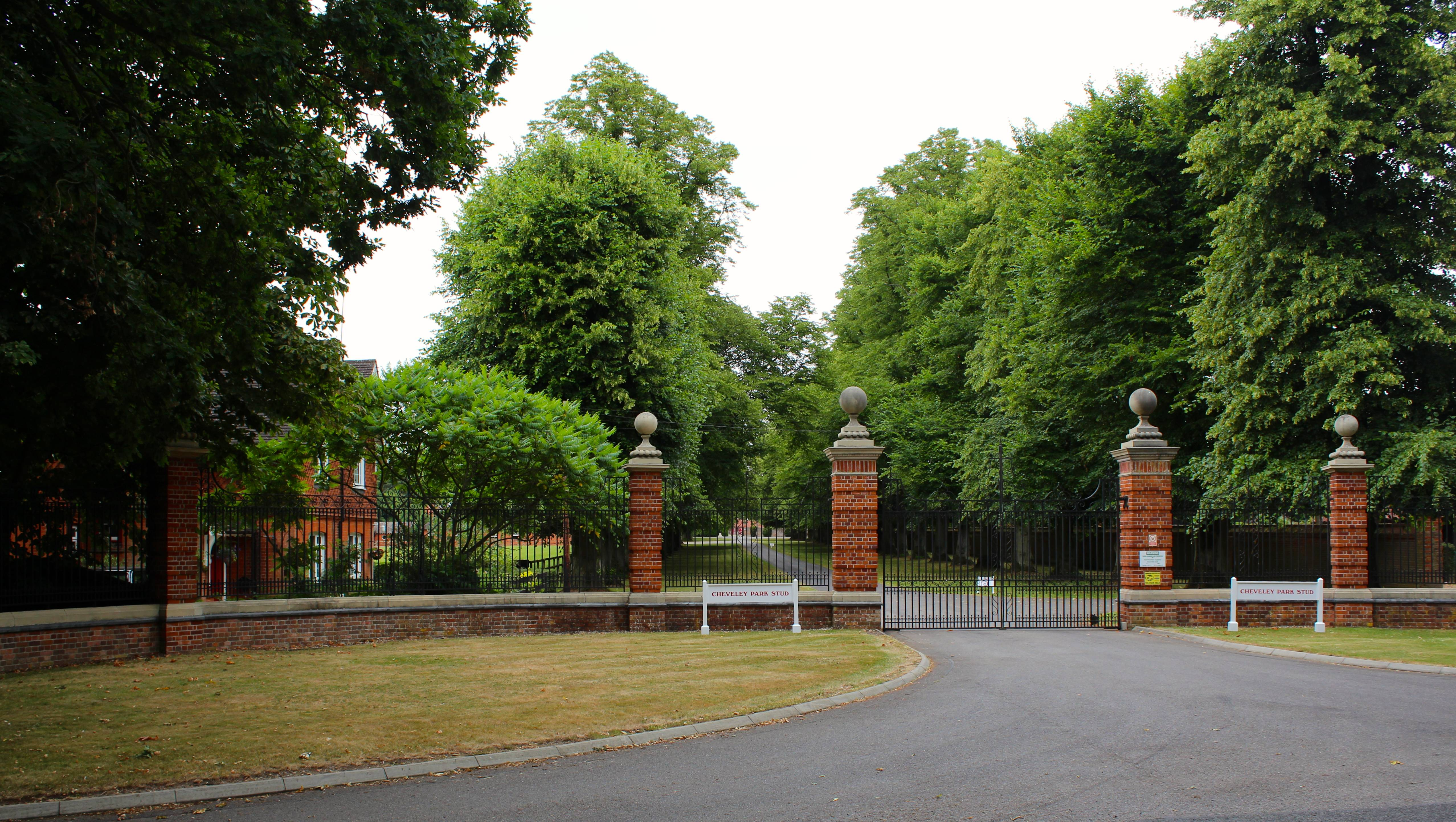
チェヴァリーパークスタッドの正門

チェヴァリーパークスタッド（Cheveley Park Stud）は、イギリスサフォーク州ニューマーケットにある競走馬（サラブレッド）の生産及び種牡馬の繋養を行う牧場である。馬主として競走馬の所有もしている。

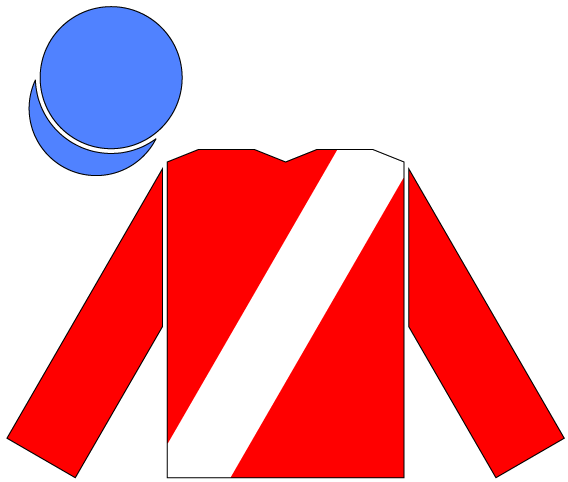
チェヴァリーパークスタッドの勝負服

チェヴァリーパークの歴史は古く、10世紀のアゼルスタン王がこの地で馬産を行っていた記録が残っている。19世紀に第5代ラトランド公爵ジョン・マナーズの所有となり、彼の下で生産馬がイギリスクラシック4勝を挙げた（1811年のオークス馬ソーサリー、1816年の1000ギニー馬ローダ、1828年の二冠馬カドランド）。
1892年にハリー・マッカルモントがこの地所をラトランド公爵家から購入し、多くの現在でも使われている厩舎を建てた。マッカルモントが生産したアイシングラスは1893年の三冠馬となり、その獲得賞金記録は1952年にタルヤーが更新するまで破られなかった。
マッカルモントの没後は1921年に調教師のロバート・シャーウッド (Robert Sherwood) に売却され、その後シャーウッドの秘書アルバート・スタッフォード＝スミス (Albert Stafford-Smith) を経て1975年からデイヴィッド・トンプソンとパトリシア・トンプソン夫妻の所有となった。
トンプソン夫妻が生産・所有したG1馬には、ピヴォタル、メディシアン、ラシアンリズムなどがいる。

## 主な生産馬
- ゼネラリスト（1996年シンザン記念、1997年金鯱賞）
- Pivotal / ピヴォタル（1996年ナンソープステークス）
- Regal Rose / リーガルローズ（2000年チェヴァリーパークステークス）
- Virtual / ヴァーチャル（2009年ロッキンジステークス）

## 主な所有馬
- Pivotal / ピヴォタル（成績は上記参照）
- Exclusive / エクスクルーシブ（1998年コロネーションステークス）
- Regal Rose / リーガルローズ（成績は上記参照）
- Russian Rhythm / ラシアンリズム（2003年コロネーションステークス）
- Nannina / ナンニナ（2006年コロネーションステークス）
- Virtual / ヴァーチャル（成績は上記参照）

## 主な繋養馬

### 種牡馬
- Ulysses / ユリシーズ
- Vandeek / ヴァンディーク (2025年 - )

### 繁殖牝馬
- Confidential Lady / コンフィデンシャルレディー

## 過去の繋養馬
種牡馬
- Twilight Son / トワイライトサン
- Unfortunately
- Dutch Art / ダッチアート（2008年 - ）
- Mayson / メイソン
- Garswood
- Virtual / ヴァーチャル
- Carnival Dancer / カーニヴァルダンサー（2004年 - 2008年）
- Falbrav / ファルブラヴ（2005年、輸出）
- Groom Dancer / グルームダンサー（1999年 - 2007年、死亡）
- Iceman / アイスマン（2007年 - 2008年）
- Phalaris / ファラリス（1919年、移動）
- Primo Dominie / プリモドミニエ（2004年、移動）
- Where Or When / ホウェアオアホウェン（2004年 - 2008年）
- Kingsgate Native / キングスゲイトネイティヴ（2009年）
- Kyllachy / キラチー（2003年 - ）
- Medicean / メディシアン（2002年 - ）
- Pivotal / ピヴォタル（1997年 - ）
- Lethal Force /  リーサルフォース
- Intello / アンテロ

繁殖牝馬
- Russian Rhythm / ラシアンリズム（2005年 - ）